# Copa Intertoto da UEFA de 2004

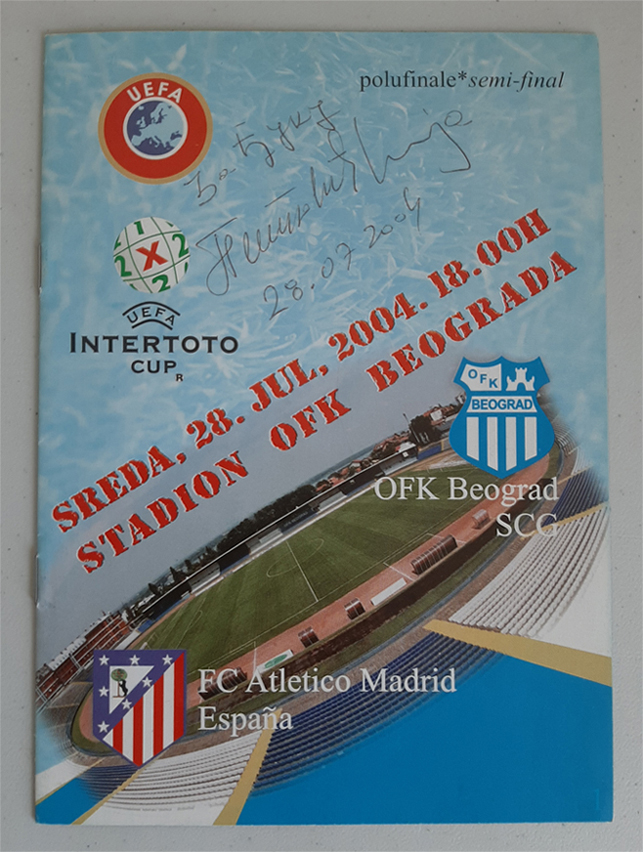
Um autógrafo que Ilija Petković deu na capa do programa do dia do jogo das meias-finais da Taça Intertoto da UEFA de 2004, entre OFK Beograd e Atlético Madrid.

A Copa Intertoto da UEFA de 2004 foi a 10.ª edição da prova, ganha pelo Lille, Schalke 04, e Villarreal. As três equipas qualificaram-se para a Copa da UEFA de 2004-05.

## 1.ª Eliminatória
Os jogos realizaram-se a 19 e 20 de Junho para a primeira mão e 26 e 27 de Junho os da segunda mão.
| Equipe 1                | Total      | Equipe 2                   | 1.º jogo | 2.º jogo |
| ----------------------- | ---------- | -------------------------- | -------- | -------- |
| NK Publikum             | 2-2 (g.f.) | FK Sloboda Tuzla           | 2-1      | 0-1      |
| KS Vllaznia             | 4-2        | Hapoel Beersheba           | 1-2      | 3-0      |
| Ethnikos Achna FC       | 2-10       | FK Vardar                  | 1-5      | 1-5      |
| Hibernians F.C.         | 2-4        | NK Slaven Belupo           | 2-1      | 0-3      |
| UE Sant Julià           | 0-11       | FK Smederevo               | 0-8      | 0-3      |
| PFC Marek Dupnitsa      | 2-0        | FC Dila Gori               | 0-0      | 2-0      |
| FC Spartak Moscow       | 2-1        | FK Atlantas                | 2-0      | 0-1      |
| MFC Sopron              | 2-3        | FK Teplice                 | 1-0      | 1-3      |
| FC Thun                 | 2-0        | Gloria Bistriţa            | 2-0      | 0-0      |
| MyPa                    | 3-4        | FC Tescoma Zlín            | 1-1      | 2-3      |
| SC Schwarz-Weiß Bregenz | 1-5        | FK Xazar Universiteti Baki | 0-3      | 1-2      |
| FC Spartak Trnava       | 4-4 (g.f.) | Debreceni VSC              | 3-0      | 1-4      |
| Odra Wodzisław          | 1-2        | F.C. Dinamo Minsk          | 1-0      | 0-2      |
| KS Teuta                | 0-4        | FK ZTS Dubnica             | 0-0      | 0-4      |
| K.A.A. Gent             | 3-1        | Fylkir                     | 2-1      | 1-0      |
| Cork City F.C.          | 4-1        | Malmö FF                   | 3-1      | 1-0      |
| FK Vėtra                | 4-0        | Narva Trans                | 3-0      | 1-0      |
| Odense BK               | 7-0        | Ballymena United F.C.      | 0-0      | 7-0      |
| CS Grevenmacher         | 1-1 (g.f.) | Tampere United             | 1-1      | 0-0      |
| Aberystwyth Town F.C.   | 0-4        | Dinaburg FC                | 0-0      | 0-4      |
| Esbjerg fB              | 7-1        | NSÍ Runavík                | 3-1      | 4-0      |

Legenda:
- g.f. - equipa apurou-se pela Regra do gol fora de casa

## 2.ª Eliminatória
Os jogos realizaram-se a 3 e 4 de Julho para a primeira mão e 9 e 11 de Julho os da segunda mão.
| Equipe 1          | Total      | Equipe 2                   | 1.º jogo | 2.º jogo   |
| ----------------- | ---------- | -------------------------- | -------- | ---------- |
| K.V.C. Westerlo   | 0-3        | FC Tescoma Zlín            | 0-0      | 0-3        |
| Hibernian F.C.    | 1-2        | FK Vėtra                   | 1-1      | 0-1        |
| K.R.C. Genk       | 5-1        | PFC Marek Dupnitsa         | 2-1      | 3-0        |
| Odense BK         | 0-5        | Villarreal CF              | 0-3      | 0-2        |
| FK Teplice        | 1-4        | FC Shinnik Yaroslavl       | 1-2      | 0-2        |
| FK ZTS Dubnica    | 1-7        | FC Slovan Liberec          | 1-2      | 0-5        |
| VfL Wolfsburg     | 3-7        | FC Thun                    | 2-3      | 1-4        |
| OFK Belgrado      | 5-1        | Dinaburg FC                | 3-1      | 2-0        |
| NEC Nijmegen      | 0-1        | Cork City F.C.             | 0-0      | 0-1        |
| Esbjerg fB        | 2-1        | OGC Nice                   | 1-0      | 1-1        |
| FC Spartak Moscow | 5-1        | NK Kamen Ingrad            | 4-1      | 1-0        |
| Tampere United    | 3-1        | FK Xazar Universiteti Baki | 3-0      | 0-1        |
| F.C. Dinamo Minsk | 4-3        | FK Smederevo               | 1-2      | 3-1 (a.p.) |
| FC Spartak Trnava | 3-1        | FK Sloboda Tuzla           | 2-1      | 1-0        |
| FK Vardar         | 1-1 (g.p.) | K.A.A. Gent                | 1-0      | 0-1        |
| NK Slaven Belupo  | 2-1        | KS Vllaznia                | 2-0      | 0-1        |

Legenda:
- a.p. - equipa apurou-se após prorrogação

## 3.ª Eliminatória
Os jogos realizaram-se a 16 e 18 de Julho para a primeira mão e 24 de Julho os da segunda mão.
| Equipe 1             | Total      | Equipe 2          | 1.º jogo | 2.º jogo   |
| -------------------- | ---------- | ----------------- | -------- | ---------- |
| FC Tescoma Zlín      | 4-4 (g.f.) | Atlético Madrid   | 2-4      | 2-0        |
| FC Nantes Atlantique | 4-2        | Cork City F.C.    | 3-1      | 1-1        |
| K.R.C. Genk          | 2-2 (g.f.) | Borussia Dortmund | 0-1      | 2-1        |
| FC Thun              | 3-5        | Hamburger SV      | 2-2      | 1-3        |
| FC Shinnik Yaroslavl | 2-6        | UD Leiria         | 1-4      | 1-2        |
| FC Schalke 04        | 7-1        | FK Vardar         | 5-0      | 2-1        |
| FC Slovan Liberec    | 2-1        | Roda JC           | 1-0      | 1-1 (a.p.) |
| Lille OSC            | 4-3        | F.C. Dinamo Minsk | 2-1      | 2-2        |
| NK Slaven Belupo     | 2-2 (g.f.) | FC Spartak Trnava | 0-0      | 2-2        |
| Tampere United       | 0-1        | OFK Belgrado      | 0-0      | 0-1        |
| Villarreal CF        | 3-2        | FC Spartak Moscow | 1-0      | 2-2        |
| FK Vėtra             | 1-5        | Esbjerg fB        | 1-1      | 0-4        |

Legenda:
- a.p. - equipa apurou-se após prorrogação

## Meias-finais
Os jogos realizaram-se a 28 de Julho e 4 de Agosto.
| Equipe 1          | Total      | Equipe 2             | 1.º jogo | 2.º jogo |
| ----------------- | ---------- | -------------------- | -------- | -------- |
| Esbjerg fB        | 1-6        | FC Schalke 04        | 1-3      | 0-3^     |
| OFK Belgrado      | 1-5        | Atlético Madrid      | 1-3      | 0-2      |
| K.R.C. Genk       | 0-2        | UD Leiria            | 0-0      | 0-2      |
| Villarreal CF     | 2-0        | Hamburger SV         | 1-0      | 1-0      |
| Lille OSC         | 4-1        | NK Slaven Belupo     | 3-0      | 1-1      |
| FC Slovan Liberec | 2-2 (g.f.) | FC Nantes Atlantique | 1-0      | 1-2      |

^jogado a 3 de Agosto

Legenda:
- g.f. - equipa apurou-se pela Regra do gol fora de casa

## Finais
Os jogos realizaram-se a 10 e 24 de Agosto.
| Equipe 1      | Total      | Equipe 2          | 1.º jogo | 2.º jogo   |
| ------------- | ---------- | ----------------- | -------- | ---------- |
| Lille OSC     | 2-0        | UD Leiria         | 0-0      | 2-0 (a.p.) |
| FC Schalke 04 | 3-1        | FC Slovan Liberec | 2-1      | 1-0        |
| Villarreal CF | 2-2 (g.p.) | Atlético Madrid   | 2-0      | 0-2        |

Legenda:
- a.p. - equipa apurou-se após prorrogação